# إدارة النفايات في اليابان
تؤكد إدارة النفايات في اليابان اليوم على الجمع الفعال والصحي للنفايات، وأيضًا على تقليل النفايات المنتجة وإعادة تدوير النفايات عندما يكون ذلك ممكنًا. تأثر ذلك بتاريخها، ولا سيما فترات التوسع الاقتصادي الكبير، فضلًا عن جغرافيتها كدولة جبلية ذات مساحة محدودة لمدافن النفايات.
تشمل الأشكال المهمة للتخلص من النفايات: الترميد وإعادة التدوير، وبدرجة أقل، مدافن النفايات واستصلاح الأراضي. هناك حاجة لإحراز المزيد من التقدم في تقليل الاعتماد على المحارق والقمامة المرسلة إلى مدافن النفايات، على الرغم من بدء اليابان بتنفيذ عملية تقليل النفايات المنتجة وتشجيع إعادة التدوير منذ تسعينيات القرن العشرين. كما توجد تحديات في معالجة النفايات الإلكترونية والحطام المتبقي بعد الكوارث الطبيعية.

## لمحة تاريخية
لم تكن هناك أنظمة أو تشريعات مركزية لإدارة النفايات في بداية فترة مييجي. قُدم في عام 1900 تدبيران لتحسين الصرف الصحي وتجنب الأوبئة التي نجمت عن تراكم النفايات في الأراضي المفتوحة. حاول قانون التخلص من مياه الصرف الصحي، وهو أول قانون ياباني بشأن النفايات، مع قانون تنظيف النفايات إنشاء النظم الإدارية للتعامل مع النفايات وجعل البلديات مسؤولة عن التخلص منها، من خلال الترميد إن أمكن.
تراكمت النفايات مع تطور الاقتصاد في فترة ما بعد الحرب ومنذ عام 1945، وتركز الناس في المناطق الحضرية. كان الجمع اليدوي غير فعال وكانت الإدارة لامركزية وغير منظمة. يتطلب قانون التنظيف العام لعام 1954 من الحكومات الوطنية وحكومات المقاطعات تقديم الدعم المالي والتكنولوجي للبلديات في جمع النفايات. أسس قانون تدابير الطوارئ المتعلقة بتطوير مرافق البيئة المعيشية لتطوير مرافق إدارة النفايات، بما فيها المحارق، في عام 1963. وُفرت الإعانات للمحارق، وأُنشئت أول محرقة تعمل على مدار الساعة في نفس العام.
نما الاقتصاد بمعدل كبير منذ عام 1955. تسببت التغييرات في ثقافة المستهلك في توليد المزيد من النفايات المنزلية، ولكن ذلك كان صغيرًا مقارنة بالزيادة في حجم النفايات الصناعية، والتي غالبًا ما كانت تُعالج أو يُتخلص منها بشكل غير صحيح. من الأمثلة على ذلك جريان النفط أو المواد الكيميائية في المسطحات المائية وتلوث الهواء ومخلفات البناء. حظيت إدارة النفايات وحماية البيئة باهتمام وطني في الستينيات من القرن الماضي مع الاعتراف الواسع بأمراض التلوث الأربعة الكبيرة في اليابان، إذ تسببت المواد الكيميائية التي تفرغها المصانع في البيئة في حدوث أمراض منهكة للأشخاص المعرضين لها.
سعت جلسة البرلمان الوطني لعام 1970، والتي يشار إليها باسم «حمية التلوث» إلى معالجة قضايا التلوث المتفاقمة وفعلت ذلك بشكل حاسم، إذ أقر البرلمان أربعة عشر قانونًا في وقت واحد، فيما يُنظر إليه على أنه نقطة تحول في السياسة البيئية. تضمنت هذه القوانين سياسات منع التلوث وأُنشئت وكالة البيئة في عام 1971، والتي أصبحت وزارة البيئة الحديثة. نُقّح قانون التنظيف العام لعام 1952 بشكل كبير ليصبح قانون إدارة النفايات والتنظيف العام أو قانون إدارة النفايات. جعل ذلك الحفاظ على البيئية هدفًا لمعالجة النفايات، بدلًا من مجرد الصرف الصحي العام، ووضع معايير لمعالجة النفايات، وقدم إعانات لتطوير المرافق لتلبية هذه المعايير. نقل التشريع في هذه الجلسة بشكل عام، اليابان من أحد أنظمة التنظيم البيئي الأقل صرامة بين دول منظمة التعاون الاقتصادي والتنمية إلى واحدة من الأنظمة الأكثر صرامة.
حظي الهدف المتعلق بتقليل النفايات المنتجة بالاهتمام في تسعينيات القرن العشرين. نُقّح قانون إدارة النفايات مرة أخرى في عام 1991، لإضافة البند المتعلق بتقليل التوليد كهدف وطني. سعت التشريعات التي تلت ذلك إلى تقليل النفايات الناتجة أثناء التصنيع وتعزيز إعادة التدوير. وُضع القانون الأساسي لتأسيس مجتمع ذي دورة مواد رشيدة أو قانون إعادة التدوير الأساسي في عام 2000، ووضع إطارًا يركز على الحد من توليد النفايات وإعادة تدويرها، ووضع أهدافًا رقمية لقياس التقدم.

## جمع القمامة
تعدّ حاويات القمامة العامة نادرة جدًا في اليابان، إذ أُزيلت من الأماكن العامة في أعقاب عملية هجوم الغاز السام في مترو الأنفاق في طوكيو عام 1995. تُجلب القمامة التي تُنتج في الخارج عادةً إلى الداخل، وتُفرز مع القمامة المنزلية قبل جمعها. تُفرز النفايات على أساس التنظيمات التي تختلف حسب البلدية إلى ما يصل إلى ثلاثين فئة مختلفة.
تُجمع القمامة عادةً في المناطق الحضرية بواسطة شاحنات جمع القمامة الصغيرة التي تنقل القمامة من المنتجين وتنقلها إلى محطات النقل المركزية، وتُسلم بعد ذلك بواسطة شاحنة أكبر إلى موقع التخلص أو الترميد. يُستخدم هذا النهج لتقليل الرحلات الزائدة عن الحاجة ولأن الشاحنات الصغيرة يمكنها التنقل بشكل أفضل في الطرق الحضرية الضيقة. يعدّ تطوير محركات شاحنات هجينة أو كهربائية أقل إنتاجًا للتلوث وانبعاثات غازات الدفيئة، أحد مجالات الابتكار. كان هناك اتجاه حديث نحو الخصخصة في مجال أعمال التجميع، إذ نفذت الشركات الخاصة حوالي 80% من عمليات التجميع في جميع أنحاء اليابان وسط التخفيضات في القطاع العام. يجلب السكان في المناطق الريفية في اليابان، القمامة الخاصة بهم إلى مراكز التجميع المجاورة، إذ لا تتوفر خدمة جمع الرصف.

## الإطار القانوني
يشكل قانون البيئة الأساسي لعام 1993 ركيزة سياسة اليابان البيئية. يحدد القانون الأساسي لعام 2000 لإنشاء مجتمع ذي دورة مواد رشيدة أو قانون إعادة التدوير الأساسي، إطارًا لمبادئ إدارة النفايات، بما في ذلك تقليل استهلاك الموارد، فضلًا عن المسؤوليات العامة للحكومات الوطنية والمحلية والشركات والمواطنين.
وُضعت أنظمة ولوائح محددة لإدارة النفايات بموجب قانون إدارة النفايات، والذي سُنّ في عام 1970 وعُدّل في عام 2006. يضع ذلك ضوابط وتنظيمات خاصة بتوليد النفايات ومعالجتها بشكل صحيح. يشجع قانون تعزيز الاستخدام الفعال للموارد لعام 1991، والذي نُقّح في عام 2001، إعادة التدوير من خلال تشجيع استخدام المواد القابلة لإعادة التدوير، وينص على وضع العلامات في مواقع جمع النفايات. تعزز سلسلة من الأعمال إعادة التدوير في صناعات محددة. يشجع قانون المشتريات الخضراء لعام 2000، على شراء المنتجات الصديقة للبيئة من قبل الحكومات الوطنية والمحلية.
تؤدي هذه الإجراءات إلى تقسيم المسؤولية على الحكومة بين المستوى الوطني ومستوى المحافظات والبلديات، وكذلك الأمر بالنسبة للشركات المولدة للنفايات والمستهلكين. تطبق الحكومة الوطنية المعايير، وتجمع المعلومات، وتوفر الدعم التكنولوجي للمستويات الحكومية الأدنى. تصوغ حكومة المقاطعات الخطط وتوفر الإشراف على الإدارة السليمة للنفايات. تعدّ البلديات مسؤولة عن بناء مرافق إدارة النفايات وصيانتها. تُمول المنشأة عادةً بمساعدة المنح المقدمة من الحكومة الوطنية. إذ خُصص 3.6% من الميزانية العامة مثلًا، لمدينة كاواساكي (كاناغاوا) من أجل تغطية النفقات المتعلقة بالنفايات.